# Liber graduum

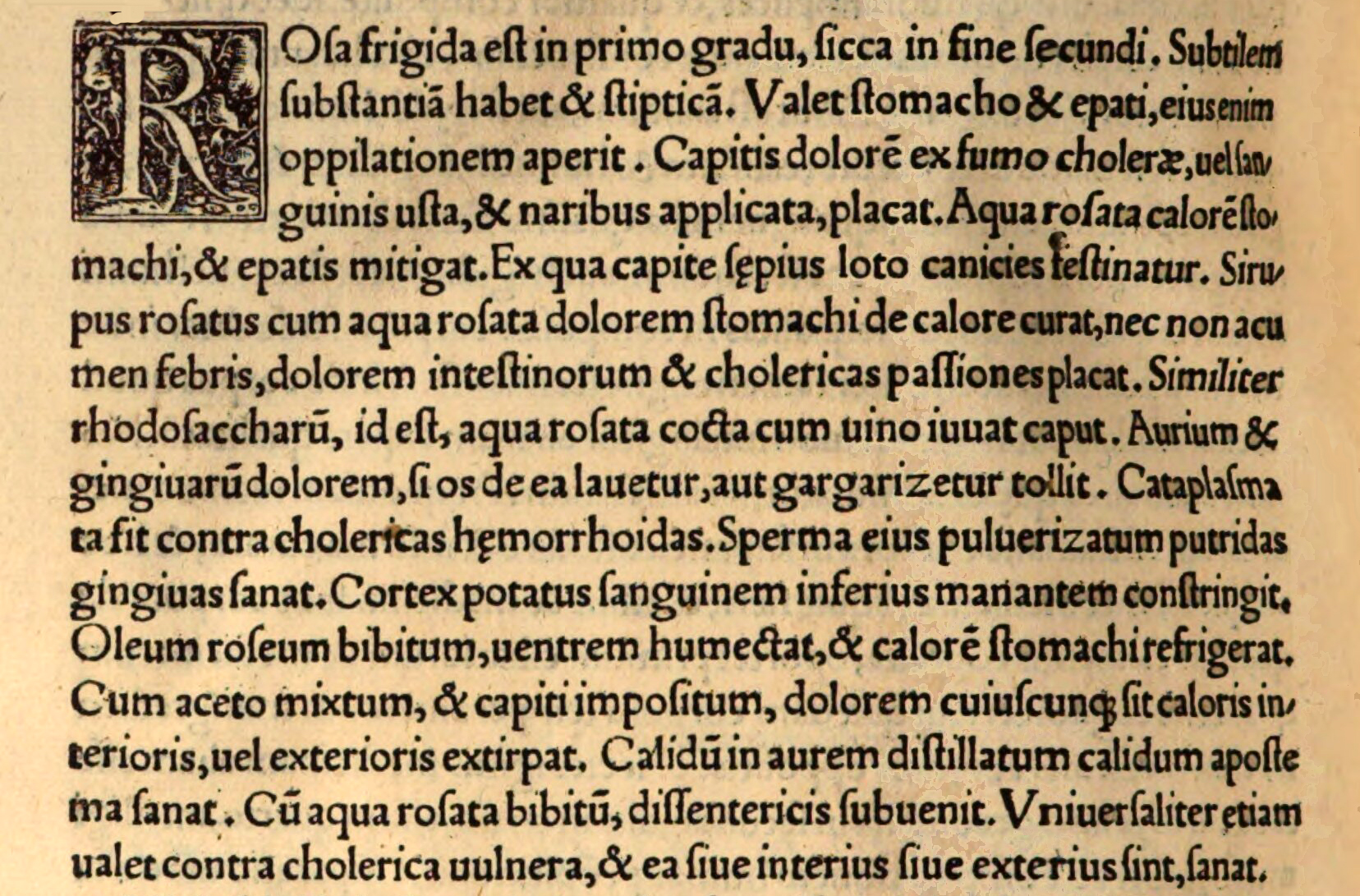
Rosa frigida est in primo gradu, sicca in fine secundi... Druckausgabe 1536, S. 344

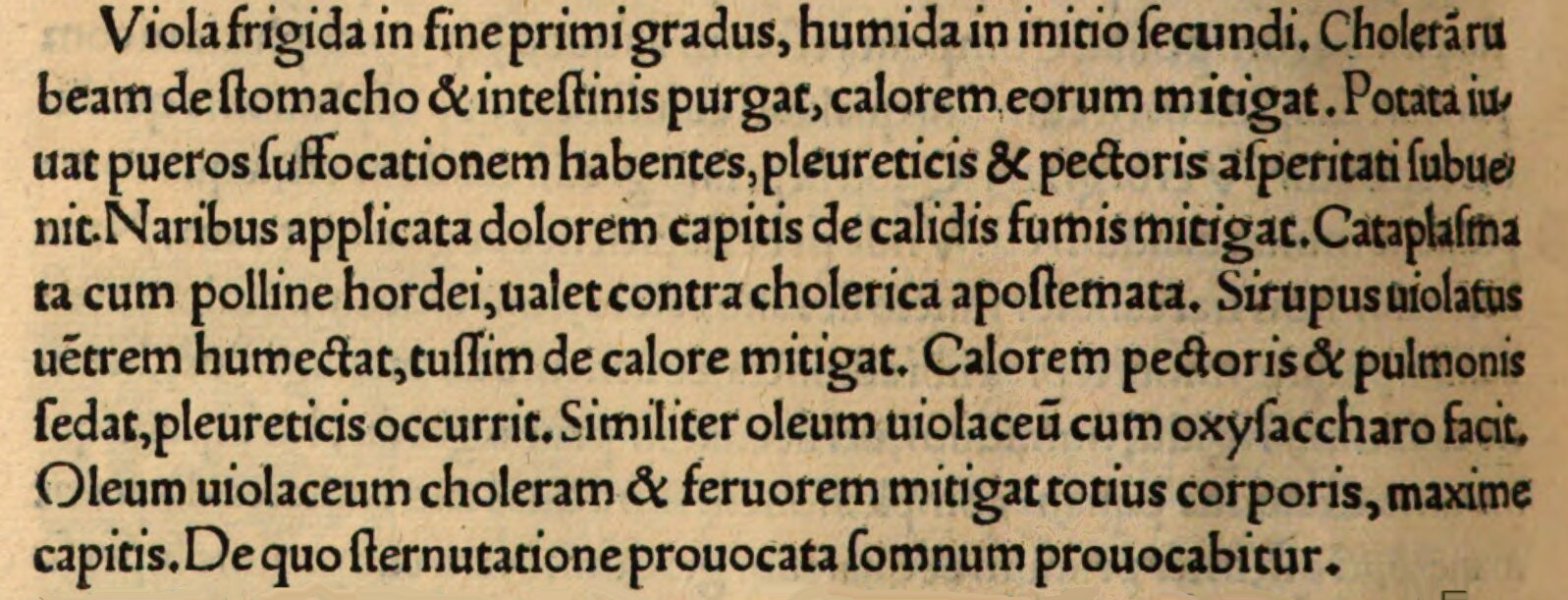
Viola frigida est in fine primi gradus, humida in initio secundi ... Druckausgabe 1536, S. 344

Liber graduum, auch De gradibus oder Liber de gradibus quos vocant simplicium genannt, ist der Titel eines Buches des Salernitaner Arztes Constantinus Africanus. Der Liber graduum entstand in der zweiten Hälfte des 11. Jahrhunderts. Er ist die lateinische Übersetzung und freie Überarbeitung eines arabischen Textes, den der Arzt Ibn al-Dschazzar unter dem Titel Kitāb al-Iʿtimād („Die Zuverlässigkeit der einfachen Heilmittel“) zusammengestellt hatte. Im Jahre 1233 wurde das Kitāb al-Iʿtimād auch von einem „Stephanus von Saragossa“ ins Lateinische übersetzt und trug in dieser Fassung die Titel Adminiculum („Die Stütze“) und Liber Fiduciae („Buch des sicheren Vertrauens“).